# ピート・マッカリー
ピート・マッカリー（Pete McCulley 1931年11月29日-1992年11月25日）はミシシッピ州フランクリン出身のアメリカンフットボールコーチ。1978年にNFLのサンフランシスコ・フォーティナイナーズでヘッドコーチを務めた。

## 経歴
ルイジアナ工科大学を卒業した後、1960年、1961年とヒューストン大学でバックフィールドコーチ、1963年から1969年までベイラー大学、1970年から1971年まで海軍兵学校でアシスタントコーチを務めた。
1973年から1976年までボルチモア・コルツのアシスタントコーチ、その後ワシントン・レッドスキンズのワイドレシーバーコーチを務めた。1978年1月、ケン・マイヤーの後任としてサンフランシスコ・49ersのヘッドコーチに就任した。その年の開幕戦から9試合で1勝しかあげられず、シーズン途中で解任され、後任にはフレッド・オコナーが就任した。
その後1980年から1982年までニューヨーク・ジェッツ、1983年から1986年までカンザスシティ・チーフスでアシスタントコーチを務めている。
1992年11月25日、フロリダ州ペンサコラビーチの自宅で、心臓発作のため亡くなった。

## 略歴
- ヒューストン大学 1960-1961（QBコーチ、RBコーチ）[6]
- ベイラー大学 1963-1969（RBコーチ、QBコーチ）[6]
- 海軍兵学校 1970-1971（アシスタントコーチ）[6]
- ボルチモア・コルツ 1973-1976（アシスタントコーチ）[6]
- ワシントン・レッドスキンズ 1977（WRコーチ）
- サンフランシスコ・フォーティナイナーズ 1978（ヘッドコーチ）[6]
- ニューヨーク・ジェッツ 1980-1982（アシスタントコーチ）[3]
- カンザスシティ・チーフス 1983-1986（QBコーチ）[6]